# Gash (Foetus)
Gash è un album discografico di Foetus, progetto del musicista australiano James George Thirlwell, pubblicato nel 1995 dalla Columbia Records.
È il primo disco dell'artista ad essere uscito per una major, cosa che ha consentito una più ampia distribuzione nel Nord America, in Europa e in Giappone.

## Il disco
È l'unico disco di Foetus ad avere in copertina una fotografia, scattata da Alex Winter, anche regista del videoclip per il brano Verklemmt.
Take It Outside Godboy prende il titolo da un dialogo de I Simpson tratto dall'episodio Il direttore in grigioverde.
Il personaggio descritto nel brano Steal Your Life Away pare basato sul criminale e scrittore australiano Mark Brandon Read.

## Tracce
Tutti i brani sono di James George Thirlwell.
1. Mortgage – 6:19
2. Mighty Whity – 3:56
3. Friend or Foe – 4:27
4. Hammer Falls – 5:34
5. Downfall – 2:58
6. Take It Outside Godboy – 4:54
7. Verklemmt – 4:45
8. They Are Not So True – 3:34
9. Slung – 11:21
10. Steal Your Life Away – 4:42
11. Mutapump – 5:33
12. See Ya Later – 4:48

La versione giapponese contiene tracce in aggiunta prese dal EP Null:
- Be Thankful
- Butter
- Into the Light

## Formazione
- James George Thirlwell - performer

### Altri musicisti
- Tod Ashley - basso nelle tracce 2, 3, 4, 5, 6, 11 e 12
- Vinnie Signorelli - batteria nelle tracce 5 e 9
- Marc Ribot - chitarra nelle tracce 3, 9 e 12
- Marcellus Hall - armonica
- Steve Bernstein - tromba
- The Heresey Horns - ottoni